# Taenaris
Taenaris is een geslacht van vlinders uit de onderfamilie Satyrinae van de Nymphalidae.

## Soorten
- Taenaris acontius (Brooks, 1944)
- Taenaris alocus Brooks, 1950
- Taenaris artemis (Vollenhoven, 1860)
- Taenaris bioculata (Guérin-Méneville, [1830])
- Taenaris butleri (Oberthür, 1880)
- Taenaris catops (Westwood, 1851)
- Taenaris chionides (Godman & Salvin, 1880)
- Taenaris cyclops Staudinger, 1894
- Taenaris diana Butler, 1870
- Taenaris dimona (Hewitson, 1862)
- Taenaris dina Staudinger, 1894
- Taenaris dioptrica (Vollenhoven, 1860)
- Taenaris domitilla (Hewitson, 1861)
- Taenaris elatus (Brooks, 1944)
- Taenaris gorgo (Kirsch, 1877)
- Taenaris honrathi Staudinger, 1887
- Taenaris horsfieldii (Swainson, [1820])
- Taenaris hyperbola (Kirsch, 1877)
- Taenaris kirschi Staudinger, 1887
- Taenaris macrops (C. & R. Felder, 1860)
- Taenaris madu (Brooks, 1944)
- Taenaris mailua Grose-Smith, 1897
- Taenaris meeki Rothschild, 1916
- Taenaris microps Grose-Smith, 1894
- Taenaris montana Stichel, 1906
- Taenaris myops (C. & R. Felder, 1860)
- Taenaris nivescens (Rothschild, 1896)
- Taenaris onolaus (Kirsch, 1877)
- Taenaris perplexus Rothschild, 1916
- Taenaris phorcas (Westwood, 1858)
- Taenaris rothschildi Grose-Smith, 1894
- Taenaris schonbergi (Fruhstorfer, 1893)
- Taenaris scylla Staudinger, 1887
- Taenaris selene (Westwood, 1851)
- Taenaris tainia Fruhstorfer, 1905
- Taenaris urania (Linnaeus, 1758)